# کودای هاگینو
کودای هاگینو (انگلیسی: Kodai Hagino؛ زادهٔ ۲۰ ژوئن ۲۰۰۰) بازیکن فوتبال اهل ژاپن است.
از باشگاه‌هایی که در آن بازی کرده‌است می‌توان به باشگاه فوتبال ناگویا گرامپوس اشاره کرد.